# Bourgueil
Bourgueil település Franciaországban, Indre-et-Loire megyében. Lakosainak száma 3648 fő (2022. január 1.). Bourgueil La Breille-les-Pins, Courléon, Benais, La Chapelle-sur-Loire, Continvoir, Gizeux, Restigné és Saint-Nicolas-de-Bourgueil községekkel határos.

## Népesség
A település népességének változása:
| Lakosok száma | 3631 | 4136 | 4001 | 3923 | 3874 | 3896 | 3923 | 3894 | 3808 | 3648 |
|               | 1968 | 1982 | 1990 | 2006 | 2013 | 2015 | 2017 | 2019 | 2020 | 2022 |